# Veľký slovník cudzích slov
Veľký slovník cudzích slov je slovenský slovník cizích slov od Samo Šalinga, Márie Ivanové-Šalingové a Zuzany Maníkové, který vychází ve vydavatelství SAMO od roku 1997.

## Vznik
Veľký slovník cudzích slov je rozšířenou a značně upravenou podobou Slovníku cudzích slov: A/Z (vydání: 1979, 1983. 1990).
Veľký slovník cudzích slov vznikl přepsáním přes čtvrt milionu excerpčných lístků (to se týká již prvního vydání) obsahujících slova z jazykových projevů z nejrozmanitějších oblastí, denního tisku, odborných časopisů, krásné a odborné literatury, příruček, monografií i lexikografických děl. Autoři sledovali i mluvené projevy, živou řeč a masmédia.

## Charakteristika
Páté vydání obsahuje přes 73 500 heslových jednotek na 1184 stranách, druhé vydání obsahovalo kolem 65 000 slov na 1328 stranách. Podle názoru autorů jde o největší slovník cizích slov v celé slovanské literatuře.
Charakteristické pro slovník je, že obsahuje mnoho odborných, a to zejména přírodovědných a technických, termínů. Obsahuje i hovorové a slangové a vzácně i nářeční slova. Citátová slova, výrazy, zvraty a citáty jsou zastoupeny v minimální míře.

## Autoři
- Ing. Samo Šaling (nar. 1923) je mimo jiné spoluautorem velkého Stavebnického naučného slovníku (1961-1969), Česko-slovenského technického slovníku (1969), Polsko-slovenského technického slovníku (1971) a Španělsko-slovenského a slovensko-španělského technického slovníku (1971). V 70. a 80. letech měl z politických důvodů zákaz publikovat a nesměl být ani uveden jako spoluautor Slovníku cizích slov A / Z.
- PhDr. Mária Ivanová-Šalingová, CSc., rozená Ivanová (nar. 1923), je významná slovenská jazykovědkyně, do důchodu pracovnice JÚ ĽŠ SAV; autorka či spoluautorka více slovníků cizích slov a mimo jiné spoluautorka Peciarova Slovníku slovenského jazyka ze 60. let a velkého Česko-slovenského slovníku (1979).[1]
- Ing. arch. Zuzana Maníková, rozená Šalingová (nar. 1950), je architektka, která pracovala nejprve na Památkové správě v Rožňavě a od revoluce má s manželem (Mikulášem Maníkem, který je vlastníkem vydavatelství SAMO) vlastní ateliér; je také spoluautorkou publikace ABC meracích jednotiek (1980).[2]

## Vydání
- ŠALING, Samo; IVANOVÁ-ŠALINGOVÁ, Mária; MANÍKOVÁ, Zuzana. Veľký slovník cudzích slov. 1. vyd. Veľký Šariš: SAMO-AAMM, 1997. 1310 s. ISBN 80-967524-0-5. (slovensky)
- ŠALING, Samo; IVANOVÁ-ŠALINGOVÁ, Mária; MANÍKOVÁ, Zuzana. Veľký slovník cudzích slov. 2., rev. a dopl. vyd. Veľký Šariš: SAMO-AAMM, 2000. 1328 s. ISBN 80-967524-6-4. (slovensky)
- ŠALING, Samo; IVANOVÁ-ŠALINGOVÁ, Mária; MANÍKOVÁ, Zuzana. Veľký slovník cudzích slov. 3., rev. a dopl. vyd. Bratislava, Prešov: SAMO-AAMM, 2003. 1375 s. ISBN 80-89123-02-3. (slovensky)
- ŠALING, Samo; IVANOVÁ-ŠALINGOVÁ, Mária; MANÍKOVÁ, Zuzana. Veľký slovník cudzích slov. 4., rev. a dopl. vyd. Bratislava, Prešov: SAMO-AAMM, 2006. 1391 s. ISBN 80-89123-05-8. (slovensky)
- ŠALING, Samo; IVANOVÁ-ŠALINGOVÁ, Mária; MANÍKOVÁ, Zuzana. Veľký slovník cudzích slov. 5., rev. a dopl. vyd. Bratislava, Prešov: SAMO-AAMM, 2008. 1184 s. ISBN 978-80-89123-07-0. (slovensky)